# Duce

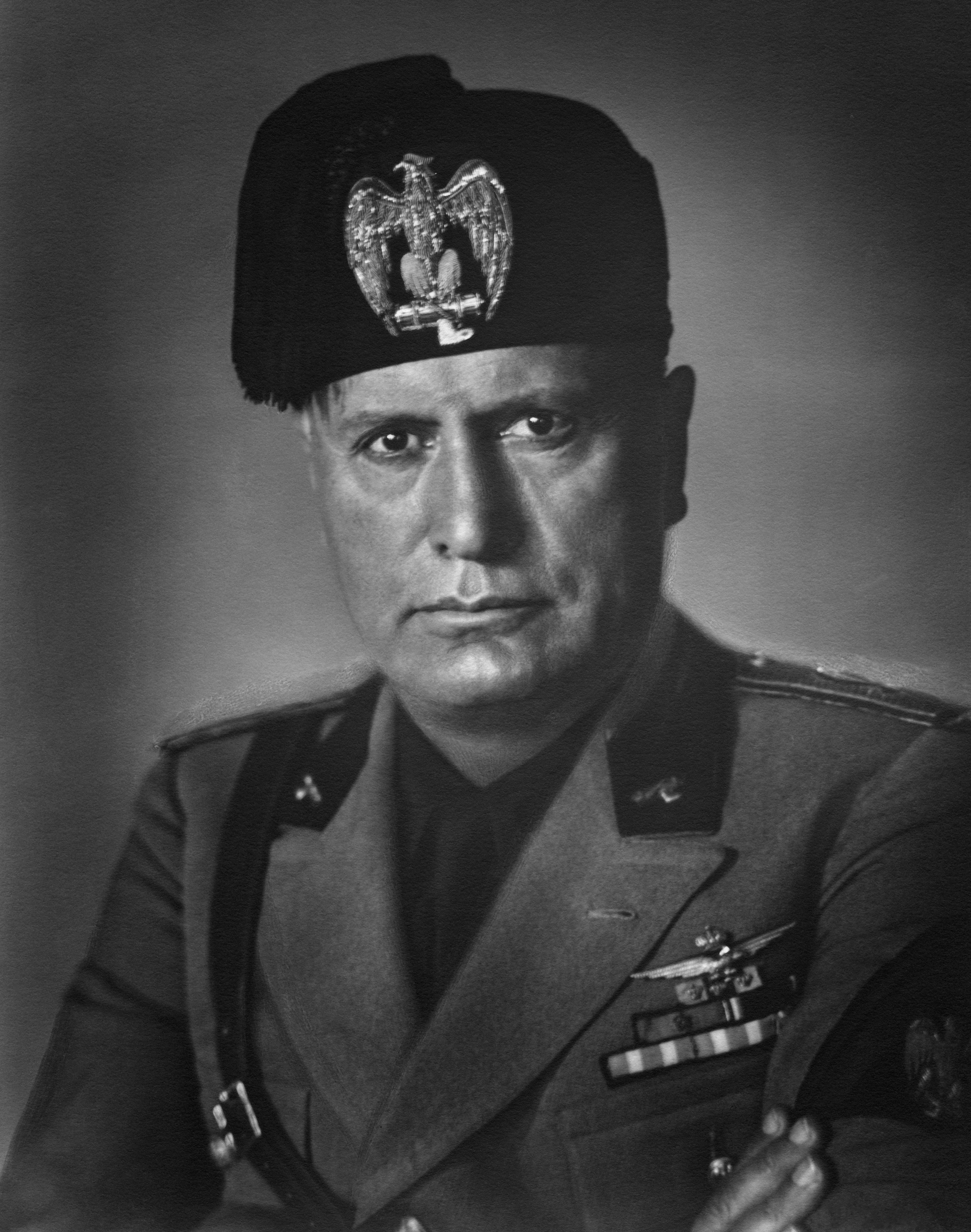
Benito Mussolini, o Duce italiano (1925–1945)

Duce é uma palavra italiana que significa "líder". Também pode ser um derivado da palavra latina dux, que possui o mesmo significado e de onde se deriva o título de nobreza duca (“duque”). Outros líderes italianos cujos nomes derivam de dux são os Doges de Veneza e Gênova.

## História e uso
O título foi usado pela oitava vez pelo rei Vítor Emanuel III em 1915, durante a Primeira Guerra Mundial. O termo foi usado também por Gabriele d'Annunzio, como o ditador italiano autoproclamado de Carnaro em 1923 e, mais significativamente, pelo líder fascista Benito Mussolini. Devido a Mussolini, o título se associou ao fascismo e já não é frequente no uso contemporâneo, a não ser, no uso geral para “líder”. A pintura Il Duce, de Gerardo Dottori, representa certamente Mussolini.
O título equivalente na Alemanha Nacional Socialista seria "Der Führer", adotado por Adolf Hitler, que em alemão significa "O Líder".